# ويل أوموتوسو
ويل أوموتوسو (بالإنجليزية: Wale Omotoso)‏ مواليد 6 مايو 1985 في نيجيريا، هو ملاكم محترف نيجيري يصنف ضمن فئة وزن الوسط.

## المسيرة الاحترافية
من نزالاته:
- انتصر على لاناردو تينر (19-11-2011).
- انتصر على إيمانويل أوغستوس بالضربة الفنية القاضية (21-08-2009).

## إحصائيات
خاض خلال مسيرته 30 نزالا، فاز في 26 ولم يتعادل وخسر في 3. فاز بالضربة القاضية في 21 نزالا.

## روابط خارجية
- ويل أوموتوسو على موقع بوكس ريك (الإنجليزية) (registration required)